# اسلکر
اسلکر یا تنبل (به انگلیسی: Slacker) فیلم مستقل اثرگذاری ساخته شده به سال ۱۹۹۱ است. فیلم که توسط ریچارد لینکلیتر کارگردانی شده، داستان زندگی گروهی بی‌هدف و بی‌انگیزه را به صورت سریالی روایت می‌کند. دوربین هیچ‌گاه در طول فیلم بر روی یک داستان نمی‌ماند و پس از چند لحظه دور شده و به روی داستان کوتاه دیگری زوم می‌کند. این فیلم به همراه چند فیلم دیگر در زمان خود، آغازگر سینمای مستقل دهه ۹۰ آمریکا شد.
این فیلم که استفاده از کلمه اسلکر به معنی امروزی اش را تثبیت کرد، این ایده را مطرح کرد که کار بی ارزش و افسرده کننده است و انسان را به رستگاری نمی رساند. شخصیتهای این فیلم سبک های زندگی متفاوتی دارند و به روشهای مختلفی صحبت می کنند و در هرصورت به وجدان کاری می تازند. یک شخصیت می گفت: من بد زندگی می کنم اما مجبور نیستم براش کار کنم. این فیلم با این که نقش تعیین کننده ای در تبیین اخلاق اسلکرها در اوایل دهه 1990 میلادی داشت، در مورد کار موضع مشخصی ارایه نداد.